# Simson
Simson (Зімзон) — з 1856 року німецький виробник вогнепальної зброї, велосипедів, автомобілів, мотоциклів та моторолерів. Штаб-квартира розташована в місті Зуль. У 1934 році компанія припинила виробництво автомобілів. У 1935 році компанію націоналізували.

## Льоб і Мойсей Зімзони. Заснування компанії
У 1856 році два брати Льоб і Мойсей Зімзони заснували фірму Gebruder Simson, Bajonett und Ladestockfabrik в місті Зуль, що в Тюрингії. До цього часу вони вже два роки володіли часткою підприємства Stahlhammer, яке виробляло карбоновану сталь, що застосовували для виготовлення зброї, одним з основних клієнтів фірми була прусська армія. Через 40 років після початку діяльності компанії син одного із засновників фірми, Герсон Зімзон, починає виробництво велосипедів, але не «безпечних», а типу фартинг-пенні, тобто велике колесо спереду і маленьке ззаду, незабаром Simson став одним із найбільших німецьких виробників велосипедів.

## Початок виробництва автомобілів
У 1907 році керівництво компанії Simson & Co в особі братів Леонарда і Артура вирішує почати виробництво автомобілів, і через рік з'являється 1,25-літрова 10-сильна машина, проте вона виявилася малопотужною, і її доведення до бажаних характеристик зайняло ще три роки, коли нарешті в 1911 році з'явився перший серійний автомобіль — Typ A 6/12PS з 1,5-літровим 12-сильним 4-циліндровим мотором.
Фірма не стала створювати дилерську мережу для реалізації своєї продукції, а поширювала автомобілі через мережу магазинів, які продавали мисливську зброю, що також входило у виробничу програму фірми, постійні клієнти-мисливці і стали купувати надійну автомобільну продукцію збройової фірми. У 1912 році 12-сильну машину замінюють новою моделлю зі збільшеним до 1,6 л об'ємом мотора, який розвивав 18 к. с., вона стала нести індекс Typ B 6/18PS.
Разом із нею з'явилася потужніша модель Typ C 10/28PS з 2,6-літровим 30-сильним мотором, ця машина пропонувалася вже в 6 типах кузовів, у той час як молодша мала всього три варіанти, але в ці шість типів входили і вантажні версії машини. У 1913 році з'явився великий автомобіль Typ D 14/45PS з 3,5-літровим двигуном, який міг оснащуватися двома типами кузовів, причому закритий лімузин мав цікаву особливість — його заднє бокове вікно мало форму овалу. Фірма не мала дилерської мережі, і всі автомобілі обслуговувалися і ремонтувалися в Зулі, у зв'язку з цим у старих газетах згадувався випадок, коли машину із Саксонії з дефектом двигуна доставили поїздом на завод. Машину полагодили пізно ввечері в суботу. Власник разом ще з п'ятьма пасажирами, з яких два були механіками фірми, а один — поліцейським, поїхали ганяти по місту і, не вписавшись в один із поворотів на великій швидкості, відлетіли в кювет, проте кузов лімузин виявився міцним і, не дивлячись на те, що машина практично була знищена, три пасажири і водій відбулися тільки забоями, але механіки фірми загинули, сильно вдарившись головами. Один із механіків за життя займався і конструюванням автомобілів, що випускалися фірмою, ця аварія стала однією з найстрашніших у довоєнній Тюрингії.
Але найбільшу популярність модель Typ D 14/45PS завоювала у вигляді вантажівок вантажопідйомністю в 1,5 т і карет швидкої допомоги, які могли розвивати швидкість до 95 км/год, якраз таких машин і потребувала німецька армія, виробництво молодших моделей було призупинено, а звільнені потужності зайняли під виробництво гвинтівок і пістолетів.
У 1919 році поновлюється виробництво легкових автомобілів, це були довоєнні моделі, яким підняли потужність, так Typ B став називатися Typ Bo 6/22PS, його потужність піднялася до 22 к. с., а сама машина пропонувалася в трьох типах кузова, у тому числі і з закритим типу седан. Typ C продавався як Typ Co 10/40PS, разом із ними пропонувався і Typ Do 14/55PS, усі три моделі отримали електричні стартери фірми Bosch.

## Автомобілі Simson Supra

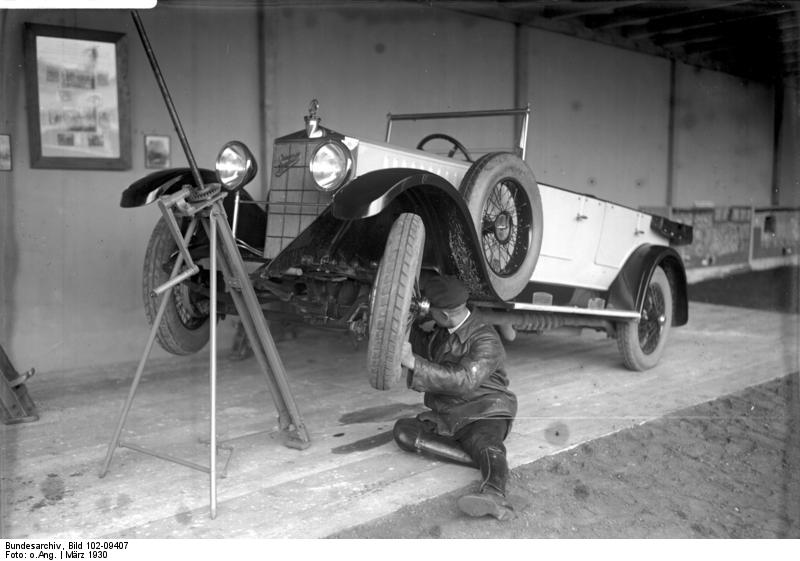
Simson Supra Typ S 8/50PS Tourenwagen Karosserie Karlsruhe

У 1922 році у фірму приходить працювати Пауль Хенце, який до війни працював на бельгійську Imperia, а з початком воєнних дій повернувся на батьківщину і став проєктувати машини на новому робочому місці, у німецькій фірмі Steiger. У 1923 році він будує Typ F 14/65PS з 3,6-літровим мотором, потужністю в 65 к. с., однак ця машина так і залишилася на стадії прототипу. Але в 1924 році з'являється серійний автомобіль, спроєктований Хенце — Typ S 8/50PS, який стали продавати під маркою Simson Supra. Це був унікальний для повоєнної Німеччини автомобіль. 4-циліндровий 2-літровий автомобіль мав два верхніх розподілвали, кожен циліндр мав 4 клапани: 2 впускних вертикальних і два випускних з боковим розташуванням, видавав цей двигун 50 к. с. Мотор також відрізнявся наявністю змащування із сухим картером і хромованими поршнями з магнієвого сплаву, цей автомобіль оснастили також гальмами всіх коліс.

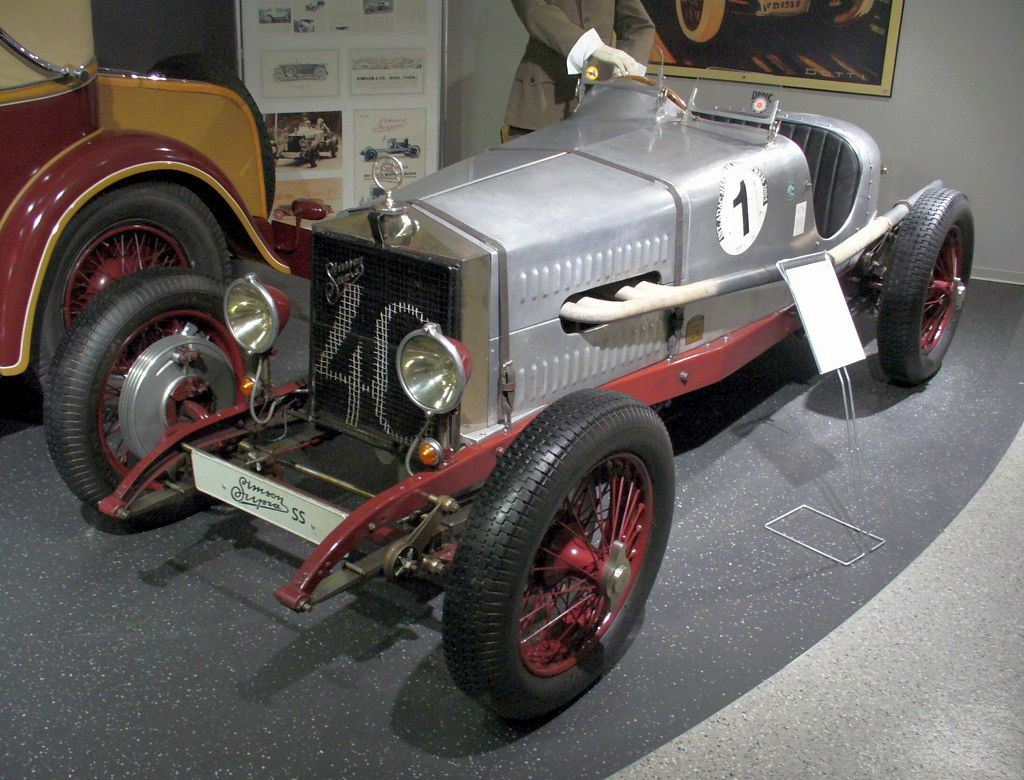
Simson Supra Typ Sport Spezial 12/60PS Sport

Крім цивільної версії, була підготовлена і спортивна версія Typ Sport Spezial з двома карбюраторами, потужність її двигуна в гоночній версії досягала 80 к. с., хоча базова версія Sport Spezial задовольнялася 60 к. с., що дозволяло цьому авто розганятися до 140 км/год. Ця машина стала досить популярна у німецьких спортсменів, так, наприклад, найкращий гонщик Німеччини Карл «Чарлі» Каплер ганяв на такій машині, виграючи на трасах у Вісбадені та Баден-Бадені, а також у різних змаганнях з підйому на пагорб. Каплер підсадив на цю машину і свого приятеля Карла Вестерманна, який вперше дебютував в 1925 році на трасі в Баден-Бадені, проте тоді власник взуттєвого магазину не впорався з керуванням машини і вилетів з траси, розбивши її. Але незабаром, купивши точно таку ж машину, яка була дешевшою аналогічних Bugatti, здобуває свою першу перемогу, але в одній із гонок потік карбюратор і машина згоріла, так що надалі Вестерманн ганяв вже на автомобілі іншої німецької марки.

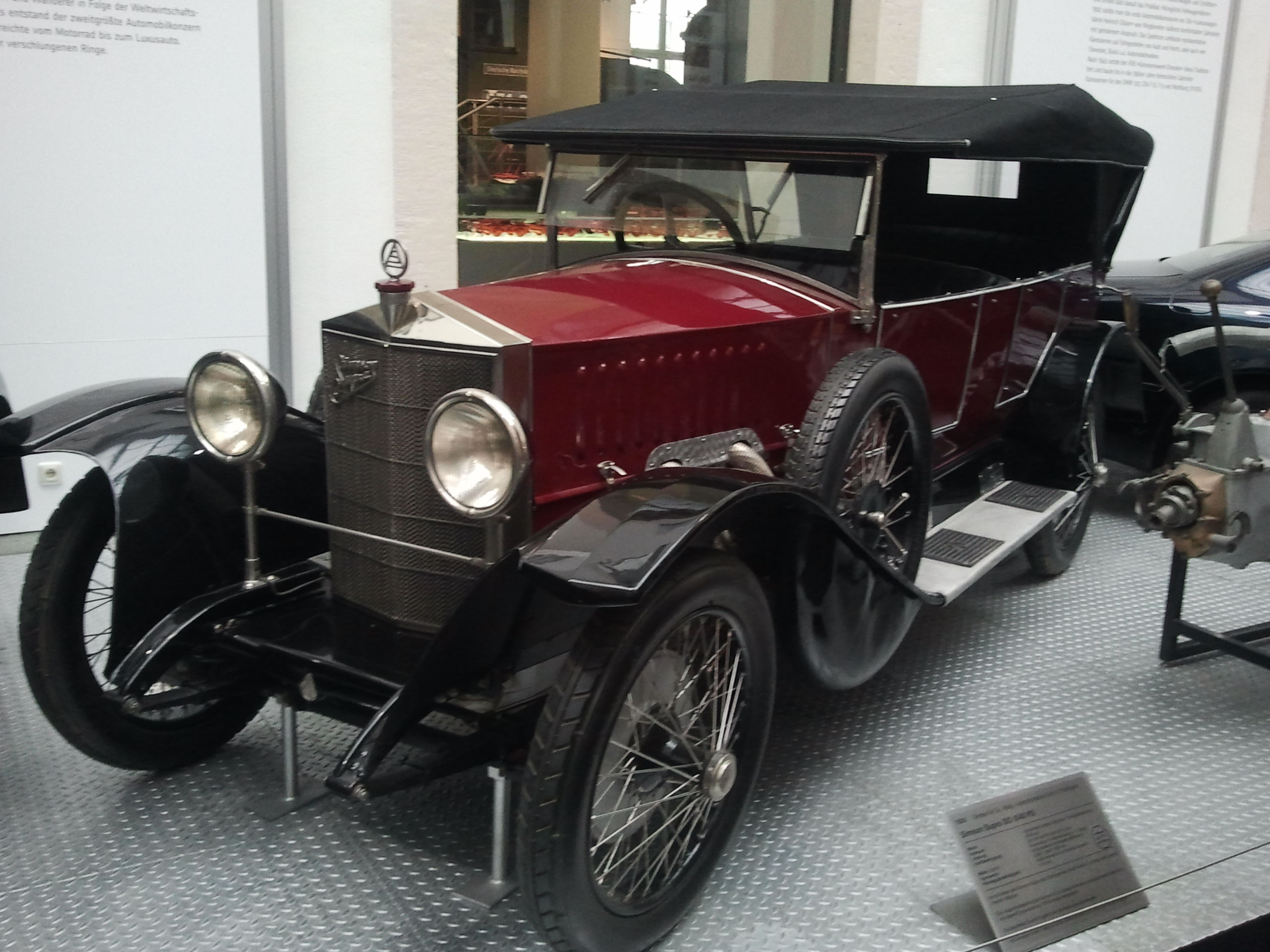
Simson Supra Typ So 8/40PS Phäeton

Для тих, кому був непотрібний такий швидкий і дорогий автомобіль, у 1925 році був підготовлений і одновальний варіант — Typ So 8/40PS, який пропонувався з довшою колісною базою, крім одного вала її мотор втратив і «зайві» два клапани на циліндр. Потужність цієї машини була 40 к. с., а максимальна швидкість дорівнювала всього 100 км/год, що для 2-літрової машини того часу було досить-таки не мало. Усі ці моделі також оснащувалися 4-ступеневою коробкою передач і барабанними гальмами всіх коліс. Ця машина стала найбільш масовою, її випустили в кількості 750 автомобілів, у той час як 2-вальних моделей виробили всього близько 30 екземплярів.

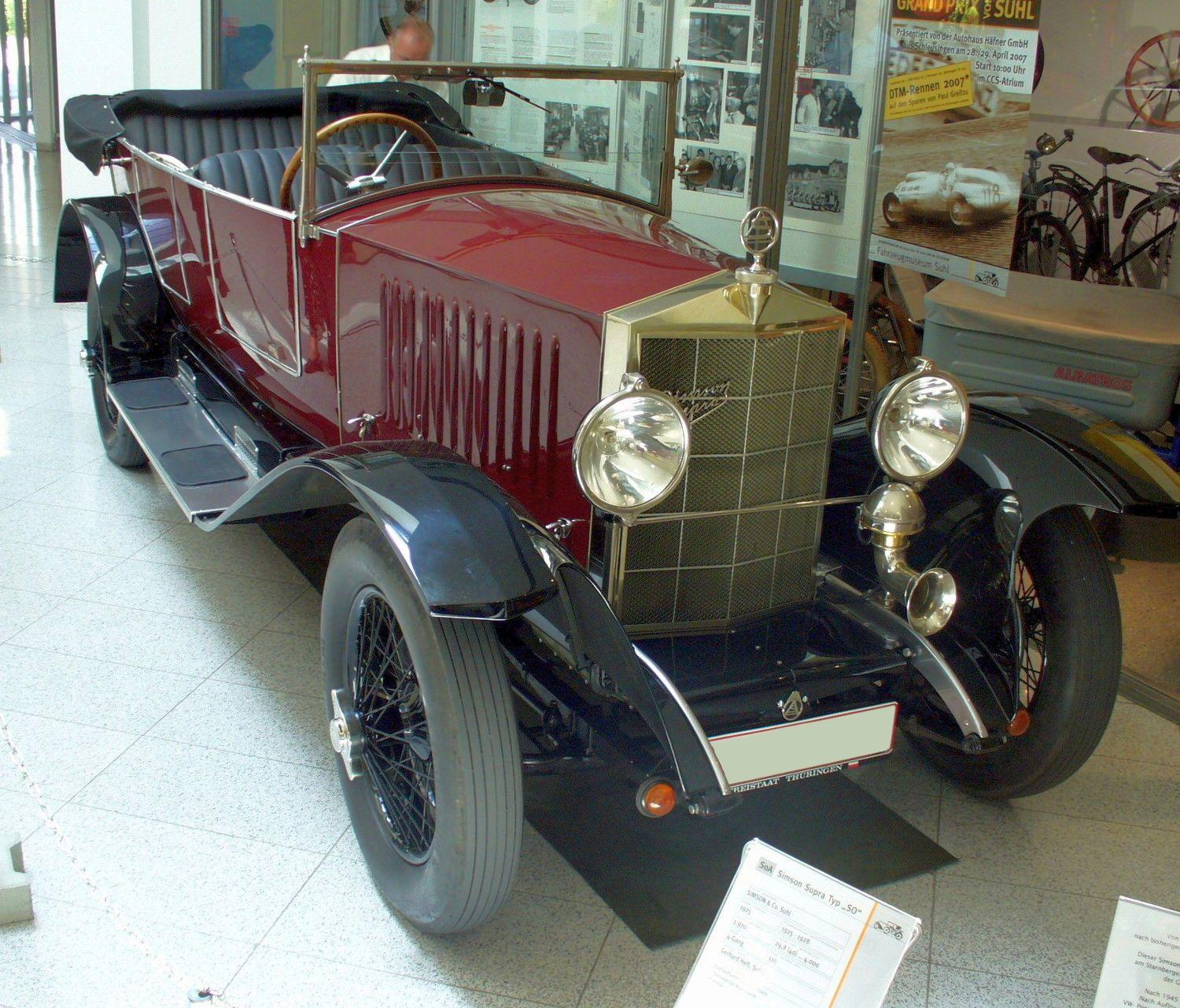
Simson Supra Typ So 8/40PS Phäeton

Паралельно з нею з'являється прототип Typ I 12/60PS, який був побудований на базі одновальної машини, об'єм двигуна тепер дорівнював 3,1 л, об'єм збільшився завдяки додаванню двох циліндрів, що спричинило збільшення потужності до 60 к. с., але через те, що база збільшилася до 3,5 м (тобто +50 см), а відповідно і вага, максимальна швидкість більш солідної машини виявилася нижчою — всього 95 км/год. Через рік припинилося виробництво моделей із мотором DOHC 16V, але натомість з'являється серійна шестициліндрова машина, яка отримує індекс Typ R 12/60PS, яка при тому ж об'ємі і потужності мотора отримує мотор іншої конструкції, розподілвал розташовувався тепер внизу, але клапани мали верхнє розташування і приводилися в дію через штовхачі. Вищезгаданий Чарлі Каплер бере участь у 1928 році в Ралі Монте-Карло на такій машині, де він і перемагає, отримавши головний приз з рук принца Монако, на такій же машині ганяла і Тіллі Котте, яка брала, але безуспішно, участь у Coupe Internationale des Alpes в 1928 році. Ця модель була настільки надійною, що навіть через багато років німецька армія використовувала ці машини як артилерійські тягачі.

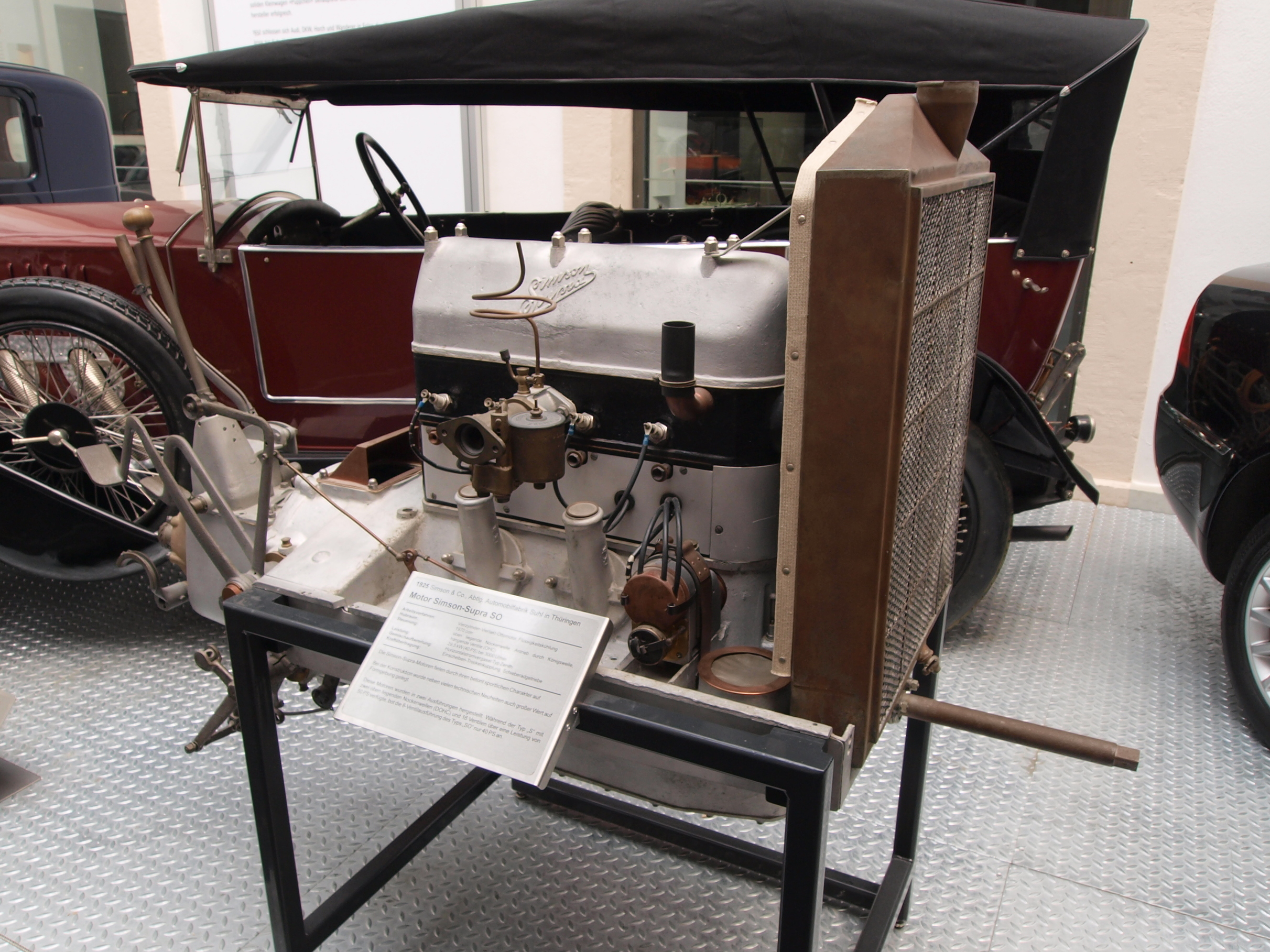
Двигун Simson Supra Typ So

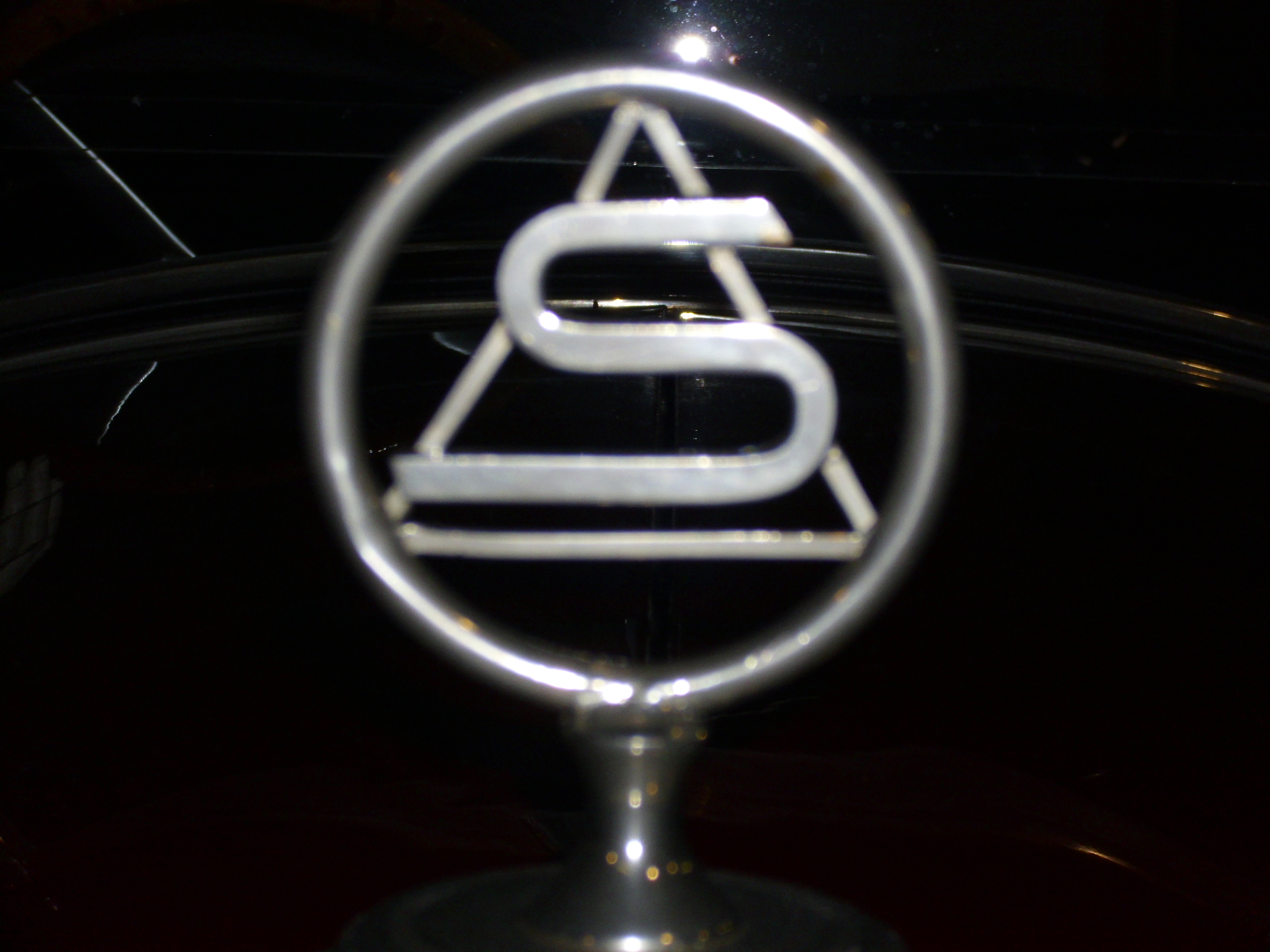
Логотип Simson Supra

У 1928 році з'являється ще одна машина, побудована на базі моделі Typ R 12/60PS, вона отримує ліве розташування керма, підсилювач гальм і 3,4-літровий двигун, отримавши індекс Typ Ri 13/70PS, ця машина стала другою за масовістю, оскільки на її базі починають будувати штабні автомобілі для офіцерів вищої ланки, у результаті обсяг виробництва цієї машини склав близько 700 екземплярів. У 1928 році Пауль Хенце йде в Selve-Werken, а через рік свій виробничий шлях закінчує 4-циліндрова машина Typ So.

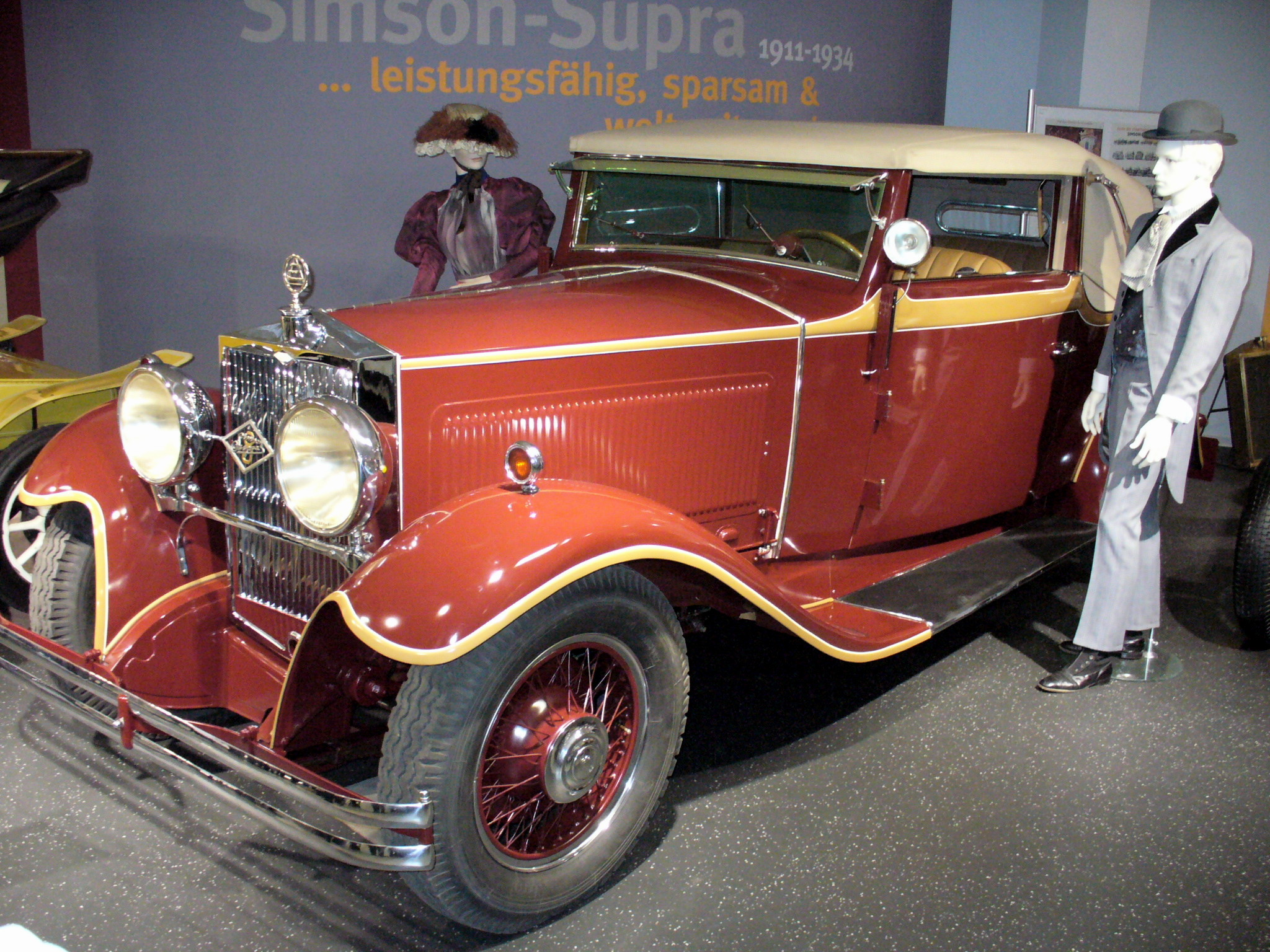
Simson Supra Typ A 18/90PS Cabrio

У 1931 році дебютує перша 8-циліндрова модель — Typ A 18/90PS, яка отримує 4,6-літровий мотор, потужністю 90 к. с. Це була дуже дорога і рідкісна машина: за весь час її існування було виготовлено всього близько 20 екземплярів. Пропонувалася вона як у відкритій версії, так і у вигляді лімузинів із довгою базою.
Кризові роки фірма пережила з легкістю, оскільки з 1925 року була монопольним постачальником кулеметів веймарському рейхсверу, а виробництво автомобілів для компанії було швидше хобі, ніж способом для заробляння грошей, так, наприклад, всі вантажівки і пожежна машина на складських територіях були побудовані своїми силами. Однак монопольне становище виходить боком фірмі, коли до влади приходить НСДАП на чолі з Гітлером. Артур і Юліус Зімзони, які стояли біля керма компанії, були євреями, і їх звинуватили в монополії, сіонізмі та приховуванні доходів. Поки Артур і Юліус перебували під арештом, Фріц Заукель — гауляйтер (губернатор) Тюрингії, з ініціативи якого і почалося слідство, просить берлінського бізнесмена і члена НСДАП Герберта Гофмана встати біля керма компанії.

## Припинення виробництва автомобілів
Не дивлячись на те, що вартість фірми оцінювалася в районі 18 млн рейхсмарок, Гофман запропонував викупити компанію за половину вартості німецькому олігархові Фрідріху Фліку, але той відмовився. У 1934 році суд міста Майнінген, провівши аудит і не знаходячи складу злочину, виправдовує братів Зімзонів, а також деяких вищих офіцерів, які проходили у справі як учасники угоди з боку рейхсверу. Тим часом першого вересня 1934 року фірма припиняє виробництво автомобілів, яких було продано всього дванадцять штук протягом цього року, Гофман вважав їх виробництво нерентабельним.

## Подальша доля компанії
Заукель, не задовольнившись підсумком вироку, винесеного судом Майнінгену, подає до 1935 року апеляцію, і цього разу у Вищий земельний суд Тюрингії, який знаходився в місті Єні. Суд виносить обвинувальний вирок Зімзонам і засуджує їх до виплати штрафу в розмірі 10 млн рейхсмарок, не без приставлених пістолетів до голів, брати переписують фірму на користь держави. Після націоналізації компанії її головою став ніхто інший, як сам Заукель, але при цьому всьому клану Зімзонів дається шанс залишити Німеччину. Наприкінці 1935 року компанія перейменовується в Berlin-Suhler Waffen- und Fahrzeugwerke GmbH, слово «Берлін» було присутнє в назві не випадково, ще під час Першої світової війни фірма придбала завод у Берліні, оскільки попит на зброю був істотним, і свої потужності вже не справлялися з поставками, водночас з назви зникло прізвище засновників, а в 1936 році починається виробництво мотоциклів під маркою BSW.
У 1939 році фірма перейменовується в Gustloff-Werke — Waffenwerk Suhl, на честь вбитого нацистського активіста Вільгельма Ґустлоффа, який діяв на території Швейцарії, його вбили в 1936 році. А в 1940 році виробництво мотоциклів, велосипедів та дитячих візків припинилося, і знову зброя стала основною продукцією. Після Другої світової війни Зуль опинився в радянській зоні окупації. Спочатку завод, що колись належав Зімзонам, став випускати сковороди, молотки, сокири, кирки, плоскогубці та інші інструменти. Поступово асортимент розбавити мисливською зброєю, дитячими візками та велосипедами, які поставлялися в СРСР. У 1947 році завод увійшов до складу SAG Awtowelo, і наприкінці 1949 року розпочалося виробництво мотоциклів — копій довоєнного BMW R23 під назвою AWO 425. Першого травня 1952 року завод перейменували в VEB Fahrzeug und Gerätewerk Simson Suhl, але продукція знову стала продаватися під маркою Simson тільки з 1955 року, щоправда, автомобілів під цією маркою вже не існувало, тільки мотоцикли, мопеди та скутери. Фірма багато разів ще поміняла назви, поки у 2002 році під назвою Simson Motorrad GmbH & Co KG остаточно не збанкрутує, і марка Simson знову не пропаде з каталогів.

## Список автомобілів Simson
- 1911 — Simson Typ A
- 1912 — Simson Typ B
  - Simson Typ C
- 1913 — Simson Typ D
- 1919 — Simson Typ Bo
  - Simson Typ Co
  - Simson Typ Do
- 1924 — Simson Supra Typ S
  - Simson Supra Typ Sport Spezial
- 1925 — Simson Supra Typ So
- 1926 — Simson Supra Typ R
- 1928 — Simson Supra Typ Ri
- 1931 — Simson Supra Typ A